# Антисемітизм в СРСР
Антисемітизм в СРСР — прояви ксенофобії (негативне уявлення, неприязнь і упередження, засновані на релігійних або етнічних забобонах) по відношенню до євреїв в СРСР. Антисемітизм проявлявся в багатьох сферах — від побутових відносин до державної політики.

## Витоки
У царській Росії антисемітизм був державною політикою, а євреї були пригнобленою національною меншиною. Дискримінація євреїв призвела до того, що істотна частина євреїв підтримала революційні настрої та антиурядові рухи. Після Лютневої революції 1917 року євреї були зрівняні в правах з іншими громадянами, але під час громадянської війни постраждали від погромів.

## Характер юдофобії
Державна політика по відношенню до євреїв була двоякою. З одного боку, офіційно антисемітизм розглядався як негативна спадщина «великодержавного шовінізму» Російської імперії, позитивне ставлення до євреїв також допомагало зберігати образ СРСР як основного борця з нацизмом. З іншого боку, мінімізація національної ідентичності радянських євреїв і, особливо, пов'язана з створенням держави Ізраїль підштовхували держава до юдофобії.

## Історія

### За часів Сталіна
В другій половині 1920-х років разом з НЕП в СРСР почала зростати юдофобія, на протидію якій була розгорнута пропагандистська кампанія, що мала за мету показати євреїв як доброчесних працьовитих людей. Елементом цієї кампанії став документальний фільм «Євреї на землі», що вийшов у 1927 році.
У той же час (1920–1930-ті роки) євреї посідають переважаючий відсоток керівних посад у ДПУ, зокрема України, активно «втілюючи у життя» колективізацію і Голодомори.
Свою роль у зростанні побутового антисемітизму відіграло те, що у неврожайному і голодному 1946 році євреї в радянському союзі отримували посилки з допомогою з-закордону.
В 1948 було розпочато антисемітську кампанію, яка супроводжувалася звільненнями євреїв та їх арештами. Висувались звинувачення у «безрідному космополітизмі» та ворожості до російського народу, радянського патріотизму тощо. Велика група відомих єврейських громадських і культурних діячів були звинувачені у «шпигунстві» та розстріляні (справа радянського «Єврейського антифашистського комітету»).
Паралельно до ідеологічно-пропагандистської кампанії «боротьби проти безрідного космополітизму» велась кримінальна «справа лікарів», що супроводжувалась арештами провідних лікарів 4-го («Кремлівського») лікувально-санітарного управління Мінздору СРСР, багато з яких були євреями.
Зі смертю Сталіна у березні 1953 ці кампанії були згорнуті, практично всі заарештовані були звільнені.

### Юдофобія часів Брежнєва
Загострення юдофобії в СРСР відбулось в 1970 році, коли на пост голови Держтелерадіо СРСР було призначено Сергія Лапіна. На телебаченні поступово перестали знімати таких популярних виконавців з єврейськими коріннями як Вадим Мулерман, Майя Кристалинська, Аїда Ведіщева, Лариса Мондрус. Обмеження також були застосовані і до виконавців, які не були євреями, але могли мати з ними тісні зв'язки, як, наприклад, Валерій Ободзинський (який євреєм не був, але народився в Одесі). Вважається, що Лапін прибрав цих людей з антисемітських міркувань.
На юдофобські настрої того часу також відображені у відверто пропагандистських «документальних» фільмах, у тому числі «Тайне і явне» (1973) та «Сіонізм перед судом історії» (1982).